# Хоцянувский дворец
Хоцянувский дворец (пол. Pałac w Chocianowie, нем. Schloss Kotzenau) — одна из исторических достопримечательностей города Хоцянува Польковицкого повята Нижнесилезского воеводства в Польше.

## История
Строительство готического замка в Хоцянуве началось в XIII веке по приказу свидницко-яворского князя Болеслава I Сурового. Вскоре замок стал резиденцией легницких князей. В 1444 году замок как лен продали немецому роду Дорнгайнов. Замок неоднократно менял владельцев. Здесь жили роды Ностицов, Стошов и Донов. В 1728—1732 годах замок, который на то время принадлежал Мельхиору Готлобу Редерну, был перестроен в резиденцию в барочном стиле. Работы выполнялись по проекту архитектора Мартина Франца из Ревеля. От средневекового замка сохранилась только четырехгранная башня. Во время этой перестройки был также заложен дворцовый парк, и рядом с дворцом было построено два флигеля. В XIX веке было осуществлена реставрация дворца, еще одна реставрация выполнялась в 1937—1939 годах. В конце Второй мировой войны дворец частично сгорел и начал все больше приходить в упадок. Лишь в 1954 году здесь были проведены укрепительные работы. С 1997 года дворец перешел в частную собственность.

## Галерея

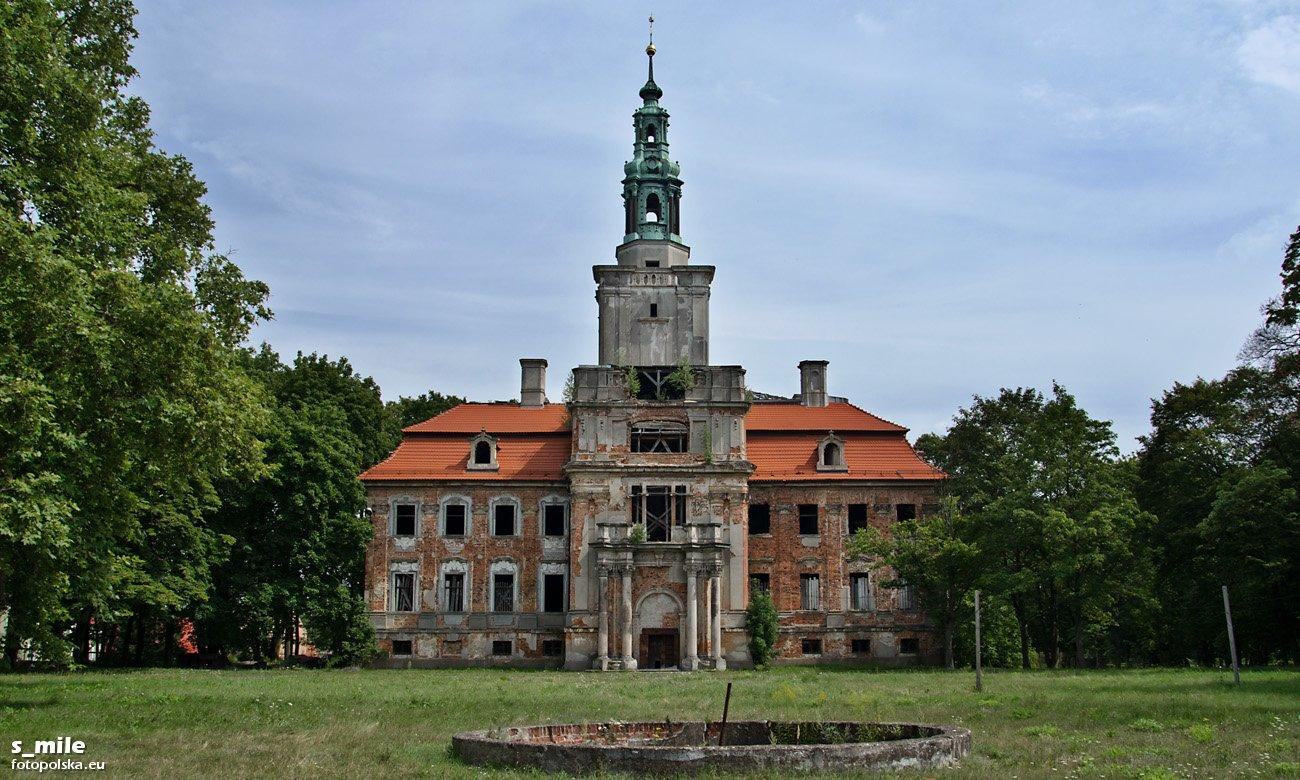
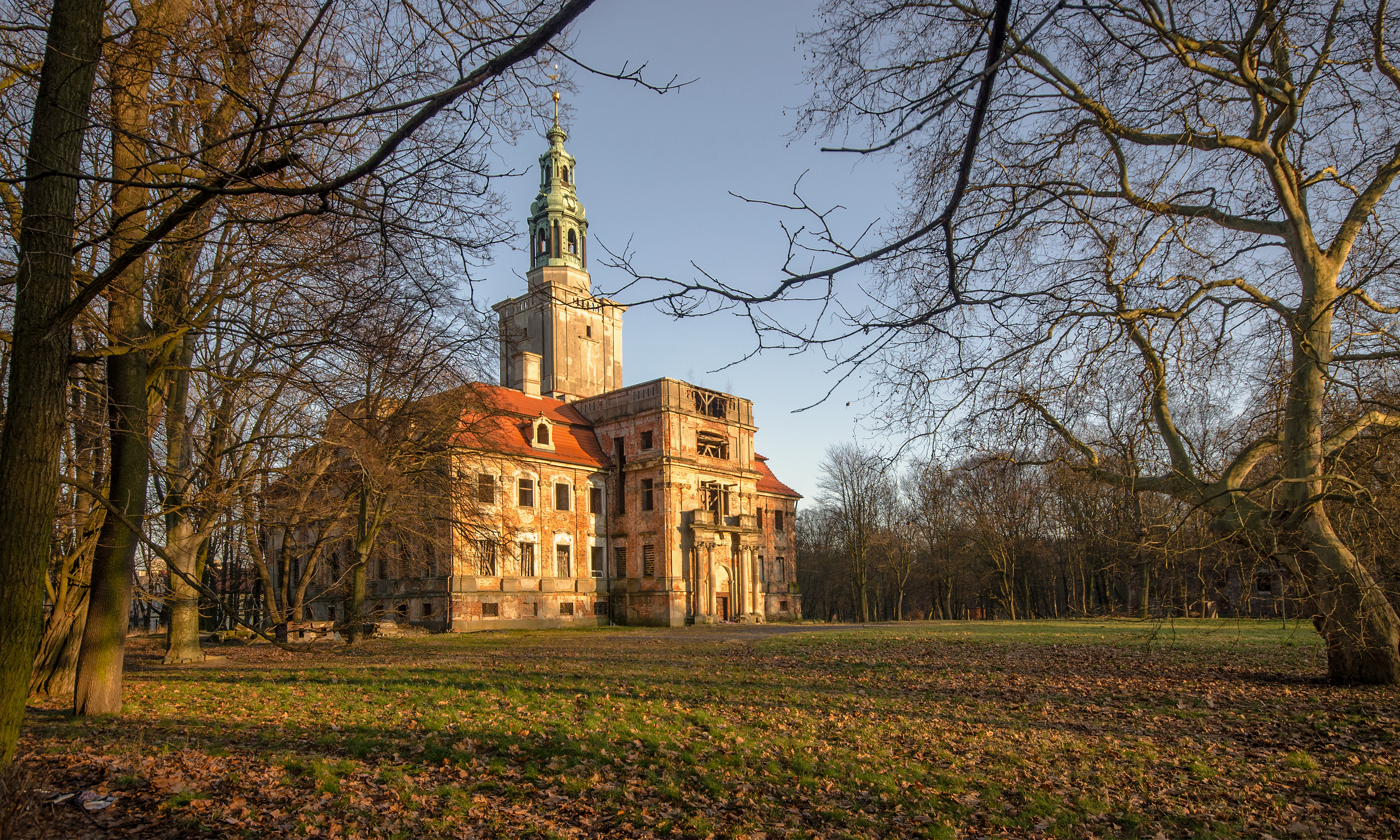
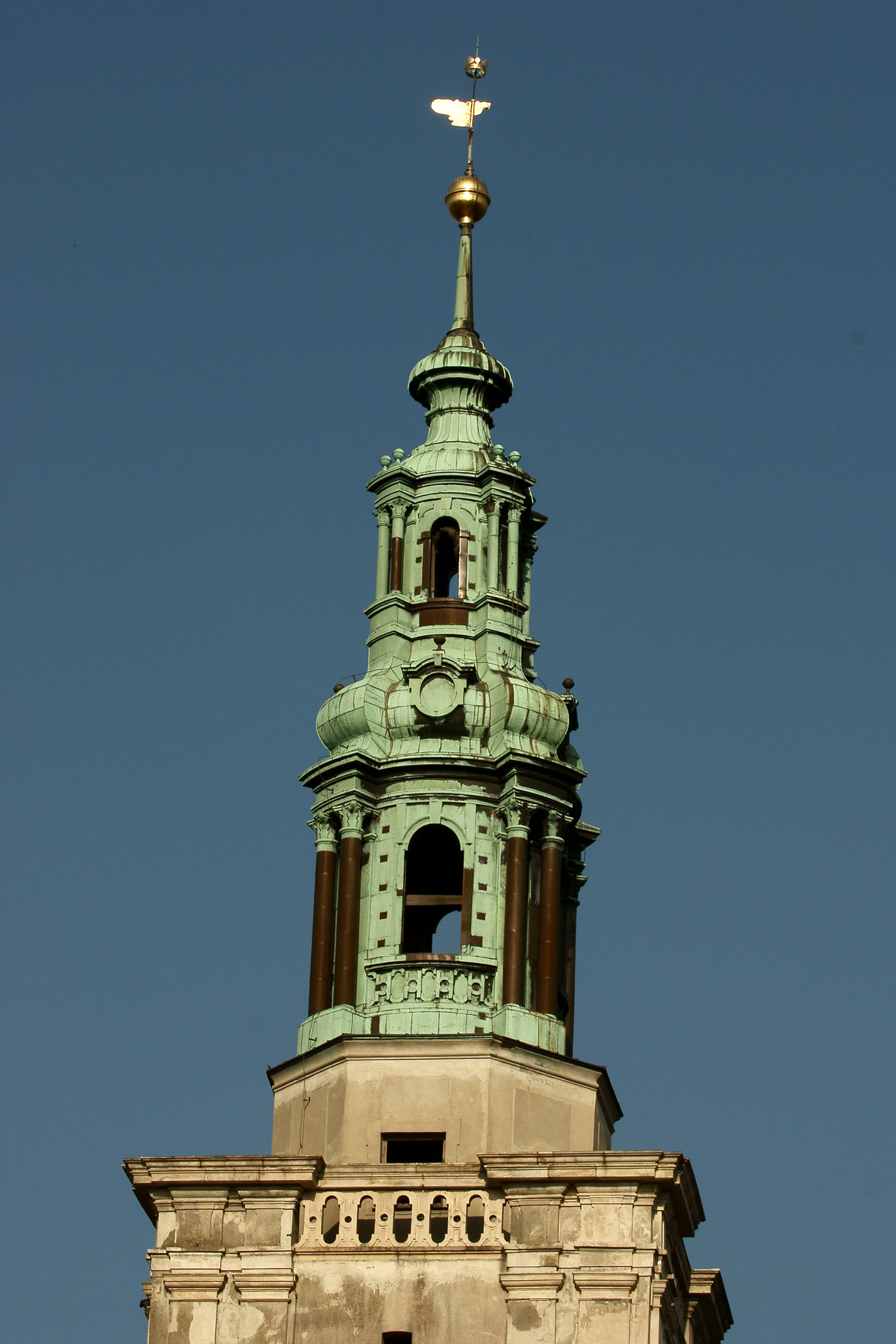